# 海部町

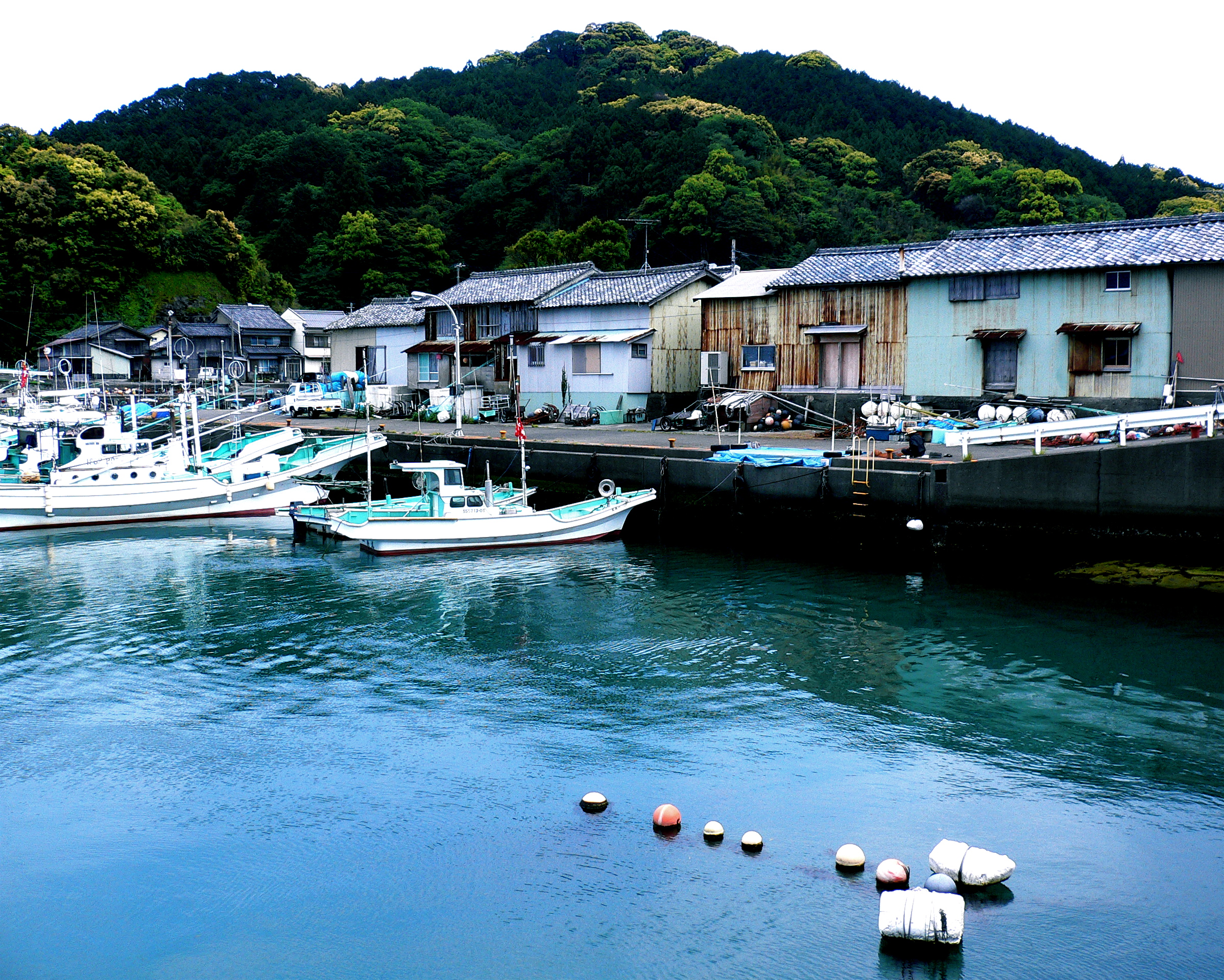
海部港

海部町（かいふちょう）は、徳島県の南東に位置した町。

## 地理
- 河川：海部川、母川

### 隣接している自治体
- 海部郡：海南町、宍喰町

## 歴史
- 1955年（昭和30年）3月31日 - 鞆奥町・川西村が合併して海部町が発足。
- 2006年（平成18年）3月31日 - 海南町・宍喰町と合併して海陽町が発足。同日海部町廃止。

## 地域

### 教育
2003年に構造改革特別区域『海部町ふるさと教員制度特区』の認定を受けており、町負担での教職員任用が容認されている。

#### 高等学校
- なし

#### 中学校
- 海部町立海部中学校（後の海陽町立海部中学校、2011年廃校[1]）

#### 小学校
- 海部町立海部小学校（現海陽町立海部小学校）

#### その他
- 海部自動車学校

## 交通

### 鉄道路線
- 四国旅客鉄道（JR四国）
  - 牟岐線：（海南町） - 海部駅（阿佐海岸鉄道に接続）
- 阿佐海岸鉄道
  - 阿佐東線：海部駅（JR四国に接続） - （宍喰町）

### 道路

#### 高速道路
- なし

#### 一般国道
- 国道55号
- 国道193号

#### 都道府県道
- 一般県道
  - 徳島県道197号鞆奥港線
  - 徳島県道298号上皆津奥浦線
  - 徳島県道299号四方原海部線
  - 徳島県道300号芥附海部線